# Oscar del calcio AIC 2006

L'italiano Fabio Cannavaro, migliore calciatore assoluto agli Oscar del calcio AIC 2006.

L’Oscar del calcio AIC 2006 fu la decima edizione dell'Oscar del calcio AIC, la manifestazione in cui vengono premiati i protagonisti del calcio italiano dall'Associazione Italiana Calciatori.

## Vincitori
Di seguito sono riportate tutte le nomination dei vari oscar assegnati:

### Migliore calciatore italiano
| Piazzamento | Giocatore       | Squadra    |
| ----------- | --------------- | ---------- |
| Vincitore   | Fabio Cannavaro | Juventus   |
| Nomination  | Andrea Pirlo    | Milan      |
| Nomination  | Luca Toni       | Fiorentina |

### Migliore calciatore straniero
| Piazzamento | Giocatore       | Nazionalità | Squadra  |
| ----------- | --------------- | ----------- | -------- |
| Vincitore   | Kaká            | Brasile     | Milan    |
| Vincitore   | David Suazo     | Honduras    | Cagliari |
| Nomination  | Andrij Ševčenko | Ucraina     | Milan    |

### Migliore portiere
| Piazzamento | Giocatore        | Nazionalità | Squadra  |
| ----------- | ---------------- | ----------- | -------- |
| Vincitore   | Gianluigi Buffon | Italia      | Juventus |
| Nomination  | Marco Amelia     | Italia      | Livorno  |
| Nomination  | Angelo Peruzzi   | Italia      | Lazio    |

### Migliore difensore
| Piazzamento | Giocatore          | Nazionalità | Squadra  |
| ----------- | ------------------ | ----------- | -------- |
| Vincitore   | Fabio Cannavaro    | Italia      | Juventus |
| Nomination  | Alessandro Nesta   | Italia      | Milan    |
| Nomination  | Gianluca Zambrotta | Italia      | Juventus |

### Migliore calciatore giovane
| Piazzamento | Giocatore          | Squadra |
| ----------- | ------------------ | ------- |
| Vincitore   | Daniele De Rossi   | Roma    |
| Nomination  | Pasquale Foggia    | Ascoli  |
| Nomination  | Raffaele Palladino | Livorno |

### Migliore allenatore
| Piazzamento | Allenatore        | Squadra    |
| ----------- | ----------------- | ---------- |
| Vincitore   | Luciano Spalletti | Roma       |
| Nomination  | Fabio Capello     | Juventus   |
| Nomination  | Cesare Prandelli  | Fiorentina |

### Migliore calciatore assoluto
| Piazzamento | Giocatore       | Nazionalità | Squadra  |
| ----------- | --------------- | ----------- | -------- |
| Vincitore   | Fabio Cannavaro | Italia      | Juventus |

### Migliore arbitro
| Piazzamento | Arbitro            |
| ----------- | ------------------ |
| Vincitore   | Roberto Rosetti    |
| Nomination  | Domenico Messina   |
| Nomination  | Gianluca Paparesta |

### Miglior gol
| Piazzamento | Giocatore       | Squadra | Partita                       |
| ----------- | --------------- | ------- | ----------------------------- |
| Vincitore   | Francesco Totti | Roma    | Sampdoria - Roma (26/11/2006) |